# Jacksonville Jaguars
Els Jacksonville Jaguars són una franquícia de futbol americà de la National Football League amb seu a la ciutat de Jacksonville, Florida. Són membres de la Divisió Sud de l'AFC dins l'NFL.

## Història
Els Jaguars, juntament amb els Carolina Panthers es van unir a l'NFL com a equip d'expansió l'any 1995. El 1996 van arribar a la final de la Conferència Americana, partit que van perdre contra els New England Patriots. En el 1999 van tornar a la final de Conferència, però van tornar a perdre, aquesta vegada contra els Tennessee Titans. Després d'una mala temporada el 2000-2003 els Jaguars es van recuperar i van tornar als playoffs el 2005, però no van poder superar la primera ronda, perdent contra els New England Patriots.
El 2008 van aconseguir una plaça Wild Card, instància en la qual van superar als Pittsburgh Steelers. Però després van perdre un altre cop contra la seva bèstia negra, els New England Patriots en els playoffs.

## Palmarès
- Campionats de lliga (0)
- Campionats de conferència (0)
- Campionats de divisió (3)
  - AFC Central: 1998, 1999.
  - AFC Sud: 2017.

## Estadis
- TIAA Bank Field (1995–present)